# Волочкова, Анастасия Юрьевна
Анастаси́я Ю́рьевна Волочко́ва (род. 20 января 1976, Ленинград) — российская артистка балета, танцовщица, общественная деятельница, заслуженная артистка РФ (2002), лауреат Международного конкурса имени Сержа Лифаря, обладательница приза «Benois de la Danse» (2002).
Начала балетную карьеру в Мариинском театре в 1994 году, с 1998 года работала в Большом театре. После 2003 года выступает с сольными проектами, в основном эстрадного характера. Пробует себя в качестве актрисы, модели и певицы.

## Биография
Родилась в Ленинграде, в семье Юрия Фёдоровича Волочкова (род. 1947), чемпиона Советского Союза в мужском парном разряде (с Иваном Минкевичем) по настольному теннису 1983 года, тренера по лёгкой атлетике в спортшколе, и Тамары Владимировны Антоновой (род. 1951), гида-экскурсовода. По словам самой Волочковой, она мечтала стать балериной с пяти лет, с тех пор, как мама сводила её на балет «Щелкунчик» в Кировский театр.
Училась в Академии русского балета имени А. Я. Вагановой, выпускалась по классу Наталии Дудинской. В 1994 году, ещё будучи студенткой II, предвыпускного курса, начала исполнять сольные партии на сцене Мариинского театра. После выпуска была сразу принята на положение солистки. Уже в первые годы работы исполнила главные партии в балетах: «Жизель», «Корсар», «Лебединое озеро», «Раймонда» и «Жар-птица».
В 1998 году была приглашена Владимиром Васильевым исполнить партию Одетты в его новой постановке «Лебединого озера» в Большом театре. Также исполняла партии Никии («Баядерка»), Раймонды, Феи Сирени («Спящая красавица») в редакциях Юрия Григоровича. Наряду с работой в труппе Большого театра начала сольную карьеру, выступая с собственными концертными номерами и в постановках других театров.
В результате гастролей в Великобритании в начале 2000 года получила ангажемент в Английском национальном балете, где хореограф Дерек Дин специально для неё сочинил партию Феи Карабос в «Спящей красавице». После возвращения в марте 2000 года она подписала контракт на следующий сезон на главные партии в Большом театре.
После неожиданного увольнения Владимира Васильева (с 1 сентября директором театра был назначен Анатолий Иксанов) у Волочковой началась череда конфликтов с новой администрацией. К этому времени она стала популярным персонажем светской хроники, таблоидов, появлялась в телевизионных шоу, стала «лицом» ювелирного дома Chopard. В 2002 году на сцене Большого театра балерина была объявлена лауреатом приза «Бенуа танца», что вызвало насмешку части публики.
В 2003 году администрация отказалась подписать с ней очередной годовой контракт, ограничившись четырьмя месяцами. В ответ обратилась в судебные инстанции и подняла в СМИ полемику о правомочности такого решения.
В сентябре 2003 года она была официально уволена из труппы. Формальный повод состоял в том, что Волочкова не соответствует требованиям физической формы и ей невозможно подобрать партнёра (премьер Мариинского театра Евгений Иванченко, единственный партнёр балерины, получив травму, не смог участвовать в «Лебедином озере»).

Она единственная из ведущих солисток, кто в такой физической форме! Будущее Большого явно составят такие как Захарова, Александрова, Лунькина. А строить перспективы в зависимости от того, похудеет Настя Волочкова или нет, я не могу.— Анатолий Иксанов, генеральный директор Большого театра
Сама балерина связывает увольнение из театра с личной местью миллиардера и депутата Сулеймана Керимова, с которым она рассталась незадолго до увольнения. «Проблему лишнего веса» балерина объясняла тем, что Иксанов вынудил мужскую часть труппы подписать письмо, в котором они отказываются танцевать с Волочковой (Николай Цискаридзе поставить подпись отказался). Таким образом, по мнению балерины, была искусственно создана ситуация, при которой работать ей становилось невозможно. Позже, в интервью для авторского YouTube-шоу Дмитрия Быкова, Цискаридзе подтвердил версию о мести со стороны влиятельных людей, однако отказался называть конкретные имена, предоставив возможность сделать это самой балерине.
С 2005 года работает в собственных проектах, снимается в фильмах, телевизионных сериалах и рекламных роликах. Является одним из основных персонажей телевизионного мульт-шоу «Мульт личности».
Дважды участвовала в телепроекте «Ледниковый период»: в 2007 году в паре с фигуристом Антоном Сихарулидзе, в 2009 году (III сезон шоу) — в паре с Максимом Марининым. В декабре 2009 года была приглашена в проект Аллы Пугачёвой «Рождественские встречи» в качестве поющей балерины, композитор Игорь Николаев специально для неё написал песню «Балерина».
В 2009 году вышла в свет её автобиография «История русской балерины». 17 июня 2010 года защитила диссертацию по теме творческих школ в регионах России и получила степень МВА в Высшей школе экономики.
В январе 2011 года Волочкова выложила в своём блоге эротические фотографии с отдыха на Мальдивах. По признанию балерины, на такой шаг она пошла «назло папарацци» и потому, что стесняться ей нечего. Фотографии вызвали большой резонанс в прессе, с тех пор артистку сопровождают публикации разной степени «желтизны».
В ноябре 2017 года бывший партнёр Волочковой Чермен Дзотов и секс-тренер Алекс Лесли провели пиар-акцию с размещением в сети интимных фотографий балерины без её согласия.
Осенью 2022 года приняла участие в шоу «Маска. Танцы» на СТС, где выступала под маской Совы.
Весной 2023 года подала иск в Верховный суд на Большой театр с требованием взыскать с него 95 миллионов рублей, которые ей не заплатили за 18 лет работы в театре.

### Семья
В 2007 году вышла замуж за бизнесмена и доктора юридических наук Игоря Александровича Вдовина (род. 1964), но впоследствии призналась, что свадебная церемония была фиктивной, и официально они так и не были расписаны; 23 сентября 2005 года родила дочь Ариадну. По сообщениям СМИ, через год между молодожёнами начались трения, они расстались, но поддерживают дружеские отношения.
В ночь на 29 апреля 2013 года особняк, арендуемый Волочковой на улице Молокова в московском районе Лианозово, подвергся налёту грабителей, похитивших из дома два сейфа с драгоценностями. Сама артистка в это время находилась на гастролях в Варшаве. В интервью Анастасия оценила стоимость украденных драгоценностей в несколько сотен тысяч долларов, а также сообщила о том, что в её жизни появился новый возлюбленный по имени Бахтияр Салимов.

## Политическая деятельность
В 2003 году стала членом партии «Единая Россия». 2 февраля 2011 года вышла из партии.
В 2009 году подавала документы на участие в выборах мэра Сочи, столицы будущей Олимпиады 2014 года, но получила отказ в регистрации.
В 2016 году присутствовала на X съезде партии Справедливая Россия. Рассматривала вариант своего участия в выборах в Государственную думу как кандидата в депутаты от этой партии.

## Общественная позиция
В 2005 году её подпись появилась под письмом в поддержку приговора бывшим руководителям ЮКОСа. Однако в 2011 году Волочкова отказалась от своей подписи, утверждая, что члены партии «Единая Россия» обманули её и других подписантов касательно содержания данного письма: «Однажды люди из „Единой России“ — это говно, в которое я имела неосторожность вступить, они заставили меня подписать такой документ нелепый, который как мне объяснили, был в защиту Ходорковского, что на месте Ходорковского должны быть другие люди».
После аннексии Крыма, в интервью украинскому телеканалу 1+1 в апреле 2014 года в Киеве отметила, что для неё Крым всегда будет частью Украины и «мне стыдно за Россию». В контексте «крымской темы» Волочкова негативно высказалась об общественной позиции певицы Валерии и её мужа, продюсера Иосифа Пригожина, назвав двух этих деятелей шоу-бизнеса «политическими проститутками». Тем не менее после аннексии Крыма Волочкова неоднократно выступала там с концертами, заезжая с территории России. Летом 2017 года в Симферополе заявила, что «Крым наш».
В 2019 году в эфире на радио «Эхо Москвы», говоря о людях, которых не устраивает Путин, балерина предложила: «Мои хорошие. Все, кому здесь не так, вставайте и выезжайте в другие страны. Живите там». Относительно 20 миллионов бедных, живущих в сегодняшней России, Волочкова отметила: «Они должны встать и перед собой, встать и совести своей задать вопрос, не ругать структуру… Так пусть они работают, простите, не курят на завалинке бычок, пусть они работают и думают, что каждый из них, и каждый из нас вообще, что мы можем сделать для блага нашей страны, почему мы за всё должны винить президента, директоров каких-то структур, компаний, почему мы не можем винить сами себя». Позже Алексей Навальный раскритиковал её пожелание бедным россиянам уехать из страны и заявил, что её растяжка была сфотографирована «примерно со всеми предметами на планете Земля». Волочкова ответила, это элемент её профессии. «Посмотрим, длина и стройность чьего шпагата объединит Россию с мировым сообществом, не могущим простить России её мощи, силы духа и стойкости людей и величия президента», — написала она.

## Дискография
- 2014 — «Расскажу»

## Фильмография
| Год       |   | Название           | Роль                       |
| --------- | - | ------------------ | -------------------------- |
| 2004      | с | Место под солнцем  | Катя Орлова (главная роль) |
| 2004      | ф | Чёрный принц       | Натали Гончарова           |
| 2005—2006 | с | Не родись красивой | камео                      |

## Награды и звания
- заслуженная артистка Российской Федерации (2002)[38];
- народная артистка Карачаево-Черкесии (2006)[39];
- народная артистка Северной Осетии-Алании (2007)[40].